# UBAC1
UBAC1‏ (UBA domain containing 1) هوَ بروتين يُشَفر بواسطة جين UBAC1 في الإنسان.